# Pichitaria armata
Pichitaria armata är en mångfotingart som beskrevs av Kraus 1959. Pichitaria armata ingår i släktet Pichitaria och familjen Fuhrmannodesmidae. Inga underarter finns listade i Catalogue of Life.